# Mořské národy

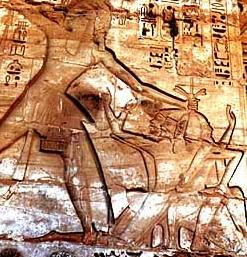
Ramsses III. bojující s mořskými národy

Mořské národy je souhrnný název pro národy neznámého původu, které v průběhu 2. tisíciletí př. n. l. útočily na bohaté starověké civilizace nacházející se na březích Středozemního moře, jako byla egyptská, mykénská, chetitská a další. Některé z těchto kultur se jim povedlo vyvrátit.
Egypťané se ve svých písemných zprávách zmiňují nájezdy národů, které přišly z moře nebo ze středomořských ostrovů, přičemž uvádějí jména, kterými je označovali. Podle různých hypotéz jsou (obvykle na základě zvukové podoby) s jednotlivými národy ztotožňováni Etruskové (usadili se v Itálii), Lýkové, Dórové, Frýgové a Thrákové (pocházející z dnešního Bulharska), Féničané, Pelištejci a pozdější obyvatelé Sardinie a Sicílie. Přiřazení však zůstává značně nejisté.
Kolem roku 1200 př. n. l. dobyly pobřeží Malé Asie, Sýrie, Palestiny a zaútočily i na Egypt. Jejich útok z Egejského moře a z maloasijského pobřeží způsobil zánik novochetitské říše v Malé Asii. Další útok podnikly na Egypt za vlády Ramesse III. Byly sice odraženy, ale Egyptská říše poté na určitou dobu omezila svou rozpínavost pouze na africký kontinent. Do tohoto útoku byli zapojeni i Filištíni.
Podle jedné z hypotéz vědců z Bulharského národního muzea vedených D. Ovčarovem archeologické nálezy v oblasti západní Malé Asie a dnešního Bulharska mimo jiné dokládají, že tyto národy pravděpodobně stojí za zničením tzv. Homérovy Tróje někdy kolem roku 1190 př. n. l. Podle jiných teorií je sled, příčinnost (řetězec) událostí a jejich souvislost či spojitost s „mořskými národy“, odlišný, resp. opačný (kritizovaný a odmítaný autor Eberhard Zangger v knize Nový boj o Troju uvádí jejich přehled).
Původ části „národů z moře“ se na základě archeologických nálezů hledá na sever od východního Středomoří – na Balkáně a zčásti v Karpatské kotlině, v prostředí kultur popelnicových polí.